# Partia Regionów (Polska)
Partia Regionów (PR, Regiony) – polska centrolewicowa partia polityczna, zawiązana 24 listopada 2007 (zarejestrowana sądownie 25 lutego 2008) przez grupę byłych działaczy Samoobrony Rzeczpospolitej Polskiej i częściowo Sojuszu Lewicy Demokratycznej. Założycielami ugrupowania byli m.in. Krzysztof Filipek, Danuta Hojarska i Bolesław Borysiuk. Wyrejestrowana 16 stycznia 2017.
Według deklaracji założycieli partia miała być zarządzana decentralistycznie, z respektowaniem decyzji władz terenowych i uznaniem zwierzchności kongresu nad zarządem. W październiku 2008 działacze Partii Regionów, związani z rolnictwem, zapowiedzieli powołanie Związku Zawodowego Rolnictwa „Regiony”, który powstał miesiąc później (przewodziła mu m.in. Renata Beger). Danuta Hojarska i Krzysztof Filipek po pewnym czasie opuścili partię. Ugrupowanie początkowo współpracowało z partiami prawicowymi (głównie narodowymi), jednak następnie stało się sojusznikiem SLD.

## Historia
W wyborach do Parlamentu Europejskiego w 2009 partia wystartowała wspólnie m.in. z Ligą Polskich Rodzin, Naprzód Polsko, Stronnictwem „Piast”, Libertas Polska, ZChN i ONP-LP w ramach komitetu Libertas, który nie osiągnął progu wyborczego. Spośród kandydatów Partii Regionów najlepszy wynik osiągnął prezes Bolesław Borysiuk (1310 głosów), a inni działacze partii otrzymali poparcie nie większe niż kilkuset wyborców.
27 kwietnia 2010 Krajowy Komitet Wykonawczy partii zaapelował do sympatyków i zwolenników ugrupowania do poparcia kandydatury Grzegorza Napieralskiego z Sojuszu Lewicy Demokratycznej w wyborach prezydenckich w 2010. W drugiej turze partia nie udzieliła poparcia żadnemu z kandydatów.
Przed wyborami samorządowymi w 2010 działacze Partii Regionów zdecydowali o wspólnym starcie z SLD. Na mocy tego porozumienia na listach wyborczych Sojuszu znaleźli się jako przedstawiciele Partii Regionów m.in. Halina Molka, Alicja Lis, Józef Głowa, Anna Brózda i Tadeusz Urban. Kandydaci Partii Regionów startowali również z ramienia komitetów lokalnych. Łącznie partia wystawiła w wyborach 467 kandydatów (w 9 województwach). Zdobyli oni w sumie 82 818 głosów, co dało 38 mandatów radnych w 7 województwach (8 mandatów w radach miejskich, 14 w radach powiatowych i 16 w radach gmin). 1 kandydat partii został wybrany na stanowisko wójta. Wszystkie mandaty uzyskali kandydaci reprezentujący komitety lokalne.
22 marca 2011 Partia Regionów podpisała porozumienie o wspólnym starcie w wyborach parlamentarnych tym samym roku z Krajową Partią Emerytów i Rencistów oraz Stowarzyszeniem Demokratycznym (przeciwną przewodnictwu Pawła Piskorskiego częścią Stronnictwa Demokratycznego). Ostatecznie do wspólnego startu nie doszło i kilku przedstawicieli Partii Regionów znalazło się na listach SLD. Kandydatami do Sejmu zostali: Anna Brózda w okręgu katowickim, Marian Curyło w okręgu kieleckim i Bogdan Solarz w okręgu krakowskim. Prezes partii Bolesław Borysiuk został kandydatem SLD do Senatu w okręgu podlubelskim. Żaden z działaczy Partii Regionów nie uzyskał mandatu w parlamencie.
12 października 2013 Partia Regionów i działający przy niej ZZRiOW „Regiony” współtworzyły Porozumienie Społeczne „Zmiana” wraz z Polską Lewicą, Polską Partią Socjalistyczną i stowarzyszeniem Ruch Ludzi Pracy. PPS (która weszła w sojusz z Partią Zieloni) została potem zastąpiona w „Zmianie” przez Partię Emerytów Rencistów RP. Organizacje „Zmiany” nie brały udziału w wyborach do Parlamentu Europejskiego w 2014.
Podczas wyborów samorządowych w 2014 Partia Regionów brała udział w koalicji SLD Lewica Razem (jej działacze byli m.in. na listach do sejmików województw).
18 kwietnia 2015 ugrupowanie podpisało porozumienie programowe pod nazwą „Alternatywa dla Polski” wraz z Polską Lewicą i powstającą partią Zmiana (PL nawiązała później sojusz z innymi partiami). W wyborach parlamentarnych tym samym roku ugrupowania te nie wystartowały.
Wskutek niezłożenia sprawozdania finansowego za 2015 rok, 16 stycznia 2017 Partia Regionów została wykreślona z ewidencji.

## Struktura i działacze
Według statutu partii najwyższym jej organem był Kongres Krajowy. Pozostałymi organami statutowymi ugrupowania były: Rada Polityczna, Prezes, Krajowy Komitet Wykonawczy, Krajowy Sąd Koleżeński i Krajowa Komisja Rewizyjna.

### Prezesi partii
- od 19 grudnia 2007 do 18 kwietnia 2009 – Krzysztof Filipek (p.o.)
- od 18 kwietnia 2009 do 16 stycznia 2017 – Bolesław Borysiuk

## Program Partii Regionów
Partia Regionów jako swój cel nadrzędny deklarowała podniesienie rangi i pozycji Polski opartej na sile wszystkich regionów w kraju, poprzez wsparcie biedniejszych województw. Chciała zmniejszania nierówności społecznych, a państwo powinno jej zdaniem gwarantować prawo obywateli do pracy, bezpłatnej nauki i służby zdrowia.
Jednym z głównych celów partii była walka o radykalną zmianę relacji politycznych i gospodarczych między centrum a regionami Polski, postulując jakościową zmianę istoty kontraktów wojewódzkich i decentralizację państwowych instytucji. Na tym miałoby zyskać wszystkie 16 województw. Partia Regionów postulowała dopisanie do Konstytucji RP artykułów gwarantujących prawo obywateli do pracy oraz bezpłatnej nauki i służby zdrowia.
Krytykowała neoliberalny model gospodarki, zarzucając planowi Balcerowicza doprowadzenie do ogromnego zadłużenia i widma bankructwa. Broniła interesów związków zawodowych oraz ludzi pracy najemnej. Sprzeciwiała się nieuzasadnionemu rozwarstwianiu płac i innych dochodów, postępującemu zróżnicowaniu poziomu życia w mieście i na wsi, a także łamaniu Kodeksu pracy. Podstawę ożywienia gospodarczego kraju poczytywała w rozwoju infrastruktury regionów słabiej rozwiniętych, a także społecznej gospodarce rynkowej czy rozwoju edukacji i nauki. Sprzeciwiała się również przyjmowaniu przez zasilanie finansowe regionów formy zapomogi od bogatych metropolii. Domagała się również wprowadzenia polskich regionów na mapę gospodarczą UE jako znaczące lub przodujące produkty:
- lubelskie, podkarpackie, podlaskie i świętokrzyskie – ekorolnictwo, produkcja zdrowej żywności
- warmińsko-mazurskie – przyroda i turystyka
- dolnośląskie – przemysł motoryzacyjny
- śląskie – zagłębie węglowe
- łódzkie – logistyka
- Warszawa – finanse

W polityce zagranicznej Partia Regionów popierała przede wszystkim współpracę z państwami słowiańskimi. Uznaje moment przystąpienia Polski do Unii Europejskiej za zakończenie trudnego i bolesnego rozdziału transformacji systemowej, jednocześnie wskazując na to, że Polska wciąż nie spełniała standardów państwa sprawiedliwości społecznej i państwa prawa.